# Jöns Jöransson (Lilliesparre af Fylleskog)
Jöns Jöransson (Lilliesparre af Fylleskog), född på 1500-talet, död mellan 1623 och 1624, var en svensk assessor.

## Biografi
Jöns Jöransson (Lilliesparre af Fylleskog) var son till Jöran Olofsson (Lilliesparre af Fylleskog). Grundade omkring 1590 Fylleskogs säteri och gods. Han satt på 1590-talet och 1601 som häradsdomhavande i Västbo härad och 1605 på Olof Hårds vägnar. Jöns Jöransson satt från 1608 till 1613 som häradsdomhavande i Östbo härad på Bo Gustafssons vägnar. Han blev 16 september 1614 assessor i Svea hovrätt och var sista gången närvarande vid hovrätten 26 juni 1615. Jöns Jöransson avled mellan 1623 och maj 1624.

### Egendom
Jöns Jöransson ägde Samseryd i Hestra socken och Fylleskog i Ryssby socken. Han köpte 1620 Boarp i Långaryds socken.

### Familj
Jöns Jöransson var gift med Anna Jönsdotter (Rosenbielke) |(död 1630), dotter av ståthållaren Jöns Arvidsson (Rosenbielke) och Carin Isaksdotter (halvhjort). De fick tillsammans barnen militären Jöran Jönsson (död 1611), fänriken Gustaf Jönsson (död 1621), assessorn Arvid Lilliesparre (död 1656) i Göta hovrätt, Beata Lilliesparre som var gift med ryttmästaren Måns Pedersson (Stierna), Carin Lilliesparre som var gift med skeppskaptenen William Netherwood, majoren Isak Lilliesparre (död 1632) vid Smålands kavalleriregemente och majoren Olof Lilliesparre (död 1673).